# Celetná

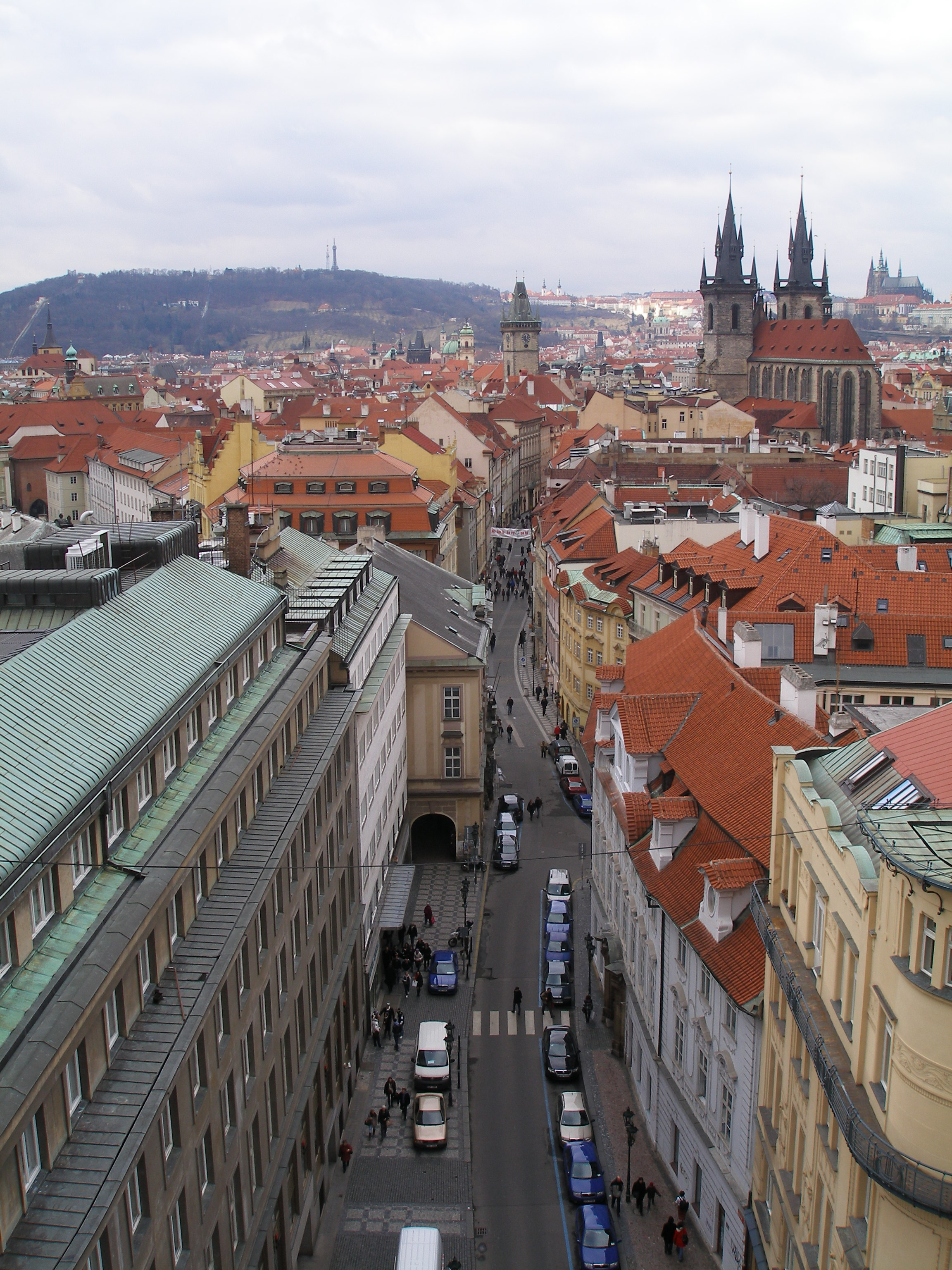
Celetná

Celetná es una calle situada en la Ciudad Vieja de Praga, República Checa, que conecta la Plaza de la Ciudad Vieja con la Torre de la Pólvora. Es una de las calles más antiguas de Praga y forma parte de la Ruta Real.

## Historia
Celetná es una antigua ruta comercial de Praga. El nombre de la calle procede del pan que se cocía en la zona durante la Edad Media. Se convirtió en parte de la Ruta Real en el siglo XIV, por lo que los desfiles de coronación la recorrían.
Los caballeros templarios celebraban reuniones en "El templo", en el número 27. Tras el final de los templarios in 1312, celebraban reuniones secretas en el sótano. Posteriormente el edificio se convirtió en un hospital, y en 1784 una casa. Franz Kafka ha estado relacionado con la calle, siendo abogado en el Palacio Pachta. Este palacio, en el número 36, fue la sede de la Capitanía Militar de Praga desde 1784 hasta 1849. Kafka vivió desde 1888 hasta 1889 con su familia en la "Casa Sixt" en el número 2. Desde 1896 hasta 1907 vivió en "Los tres reyes", en el número 3. "El ángel de oro", en el número 29, es una antigua posada. Wolfgang Amadeus Mozart se alojó allí. "El águila roja", en el número 21, es una antigua cafetería, que solía ser frecuentada por K.H. Mácha. En el cuento de Jorge Luis Borges "El milagro secreto" el personaje principal, Jaromir Hladik vivía en esta calle en marzo de 1939. En la Casa Menhart se ubicaba una Escuela Pía, en el número 17. Giovanni Battista Alliprandi diseñó el Palacio Hrzan de Harasov, en el número 12. También se sitúa en la calle la Casa de la Madona Negra.
Arquitectónicamente, la mayoría de las casas se han remodelado con estilo barroco o clásico. Algunos edificios todavía tienen cimientos románicos o góticos.